# Saison 1 de Bored to Death
 (janvier 2024).
Si vous disposez d'ouvrages ou d'articles de référence ou si vous connaissez des sites web de qualité traitant du thème abordé ici, merci de compléter l'article en donnant les références utiles à sa vérifiabilité et en les liant à la section « Notes et références ».
Chronologie
Saison 2
Cet article présente le guide des épisodes de la première saison de la série télévisée américaine Bored to Death.

## Généralités
- Cette première saison est composée de 8 épisodes.

### Synopsis
Après une rupture sentimentale, un écrivain trentenaire, alcoolique et fumeur de marijuana, en panne d'inspiration et vivant à Brooklyn, va s'improviser détective privé à l'image des héros de Raymond Chandler en mettant une annonce sur internet, afin de stimuler son imagination.

## Distribution de la saison

### Acteurs principaux
- Jason Schwartzman : Jonathan Ames
- Ted Danson : George Christopher
- Zach Galifianakis : Ray Hueston

### Acteurs récurrents
- Heather Burns : Leah (petite amie de Ray)
- Olivia Thirlby : Suzanne (ex-petite amie de Jonathan)
- Oliver Platt : Richard Antrem
- Laila Robins : Priscilla (ex-femme de George et femme actuelle de Richard)
- John Hodgman : Louis Green
- Jenny Slate : Stella
- Bebe Neuwirth : Caroline, éditrice de Jonathan
- Patton Oswalt : Howard
- Mary Kay Place : Kathryn Joiner

### Invités
- Parker Posey : Michelle Whiting
- Kristen Wiig : Jennifer

## Liste des épisodes

### Épisode 1:Le Syndrome de Stockholm
- États-Unis : 20 septembre 2009 sur HBO
- France : 26 janvier 2010 sur Orange Cinénovo
- Belgique : 4 avril 2010 sur Super Écran

- Olivia Thirlby (Suzanne)
- Heather Burns (Leah)
- Richard Short (Vincent)

### Épisode 2:L'Affaire Alanon
- États-Unis : 27 septembre 2009 sur HBO
- France : 26 janvier 2010 sur Orange Cinénovo
- Québec : 11 avril 2010 sur Super Écran

- Olivia Thirlby (Suzanne)
- Peter Hermann (Gary)
- Kristen Wiig (Jennifer)
- Shoshanna Withers (La fille du café)

### Épisode 3:L'Affaire du scénario perdu
- États-Unis : 4 octobre 2009 sur HBO
- France : 2 février 2010 sur Orange Cinénovo
- Québec : 18 avril 2010 sur Super Écran

- Jim Jarmusch (Lui-même)
- Oliver Platt (Richard Antrem)
- Laila Robins (Priscilla)
- Heather Burns (Leah)
- Jessica Blank (Miriam Thompson)

### Épisode 4:L'Affaire du skateboard volé
- États-Unis : 11 octobre 2009 sur HBO
- France : 2 février 2010 sur Orange Cinénovo
- Québec : 25 avril 2010 sur Super Écran

- Parker Posey ()

### Épisode 5:L'Affaire de la blanche Colombe
- États-Unis : 18 octobre 2009 sur HBO
- France : 9 février 2010 sur Orange Cinénovo
- Québec : 2 mai 2010 sur Super Écran

### Épisode 6:L'Affaire de la belle arnaqueuse
- États-Unis : 25 octobre 2009 sur HBO
- France : 9 février 2010 sur Orange Cinénovo
- Québec : 9 mai 2010 sur Super Écran

### Épisode 7:L'Affaire du sperme volé
- États-Unis : 1er novembre 2009 sur HBO
- France : 16 février 2010 sur Orange Cinénovo
- Québec : 16 mai 2010 sur Super Écran

### Épisode 8:Le Grand Plongeon
- États-Unis : 8 novembre 2009 sur HBO
- France : 16 février 2010 sur Orange Cinénovo
- Québec : 23 mai 2010 sur Super Écran

## Informations sur le coffretDVD
- Intitulé du coffret : Bored to Death - saison 1
- Éditeur : Warner Home Video
- Nombres d'épisodes : 8
- Nombres de disques : 2
- Format d'image : Couleur, plein écran, 16/9 (compatible 4/3), PAL, 1,78 : 1
- Audio : Son Dolby Digital 2.0
  - Langues : Français, Anglais
  - Sous-titres : Français
- Durée : ?? minutes
- Bonus : Making-of - Visite de Brooklyn en compagnie de Jonathan Ames
- Dates de sortie :
  -  États-Unis : 14 septembre 2010
  -  France : 1er décembre 2010
  -  Québec : Indéterminé